# Giả thuyết thị trường hiệu quả
Giả thuyết thị trường hiệu quả (hay lý thuyết thị trường hiệu quả; tiếng Anh: efficient market hypothesis) là một giả thuyết của lý thuyết tài chính khẳng định rằng các thị trường tài chính là hiệu quả (efficient), rằng giá của chứng khoán trên thị trường tài chính, đặc biệt là thị trường chứng khoán, phản ánh đầy đủ mọi thông tin đã biết. Do đó không thể kiếm được lợi nhuận bằng cách căn cứ vào các thông tin đã biết hay những hình thái biến động của giá cả trong quá khứ. Có thể nói một cách ngắn gọn là các nhà đầu tư không thể khôn hơn thị trường.
Có ba phiên bản của "lý thuyết thị trường hiệu quả": dạng yếu (weak form), dạng bán-mạnh (semi-strong form) và dạng mạnh (strong form). Phiên bản weak form của lý thuyết này cho rằng: giá chứng khoán phản ánh đầy đủ thông tin đã công bố trong quá khứ (nghĩa là dựa vào thông tin trong quá khứ thì nhà đầu cơ không thắng được thị trường). Phiên bản dạng semi-strong form của lý thuyết cho rằng: giá chứng khoán đã chịu tác động đầy đủ của thông tin công bố trong quá khứ cũng như thông tin vừa công bố xong. Nhà đầu cơ không thể dựa vào thông tin trong quá khứ cũng như thông tin vừa được công bố để có thể mua rẻ bán đắt chứng khoán, vì ngay khi thông tin được công bố, giá chứng khoán đã thay đổi phản ánh đầy đủ thông tin vừa công bố.
Dạng strong form của lý thuyết này khẳng định mạnh mẽ hơn nữa về tính hiệu quả của thị trường tài chính, rằng giá của chứng khoán đã phản ánh tất cả thông tin công bố trong quá khứ, hiện tại, cũng như các thông tin nội bộ (insider). Cơ sở đứng sau lý thuyết này là: nếu có thông tin nội bộ, những người biết thông tin nội bộ sẽ mua bán ngay chứng khoán để thu lợi nhuận, và như vậy giá chứng khoán sẽ thay đổi, đến khi nào người trong cuộc không còn kiếm lời được nữa.
Các nghiên cứu thực nghiệm đã chứng minh dạng yếu và dạng bán-mạnh (semi-strong form) của lý thuyết có thể đúng. Có nhiều nghiên cứu chống lại lý thuyết dạng strong form, rằng dạng strong-form không đúng, rằng thị trường không thể hiệu quả đến mức đó. Nhiều nghiên cứu chỉ ra nhiều bất hiệu quả (inefficiencies) của thị trường mà nhà đầu cơ có thể thu được lợi nhuận; ví dụ, chứng minh cho thấy nhà đầu cơ có thể thắng thị trường nếu mua các cổ phiếu có P/E thấp.
Lý thuyết thị trường hiệu quả được phát triển bởi Giáo sư Eugene Fama tại University of Chicago Booth School of Business trong luận văn tiến sĩ của mình vào đầu những năm 1960. Lý thuyết này được chấp nhận rộng rãi cho đến những năm 1990 thì bị đặt câu hỏi, khi kinh tế học tài chính hành vi nổi lên được chấp nhận rộng rãi.

## Cơ sở lý luận
Từ khi thị trường chứng khoán ra đời, đã có rất nhiều lý thuyết dày công nghiên cứu phương pháp đầu tư có lợi nhuận cao trên thị trường này như phân tích cơ bản, phân tích kỹ thuật... hay các quy tắc "mua sau khi giá tăng 2 ngày"; "mua khi có tin xấu, bán khi có tin tốt"...Tuy vậy kết quả của nó không thỏa mãn mong muốn của những nhà đầu tư. Một nghiên cứu của Alfred Cowles về hoạt động của những nhà môi giới chứng khoán đã dẫn đến kết luận rằng tính trung bình, lợi nhuận đem lại từ các danh mục đầu tư do họ thực hiện cũng không hơn một danh mục đầu tư được lựa chọn ngẫu nhiên. Những nghiên cứu về xu hướng giá của thị trường chứng khoán sử dụng số liệu thống kê trong nhiều năm cũng rút ra: chỉ có một điều chắc chắn đối với giá cổ phiếu là chúng lên xuống rất thất thường. Những điều này đã dẫn đến một lý thuyết gọi là lý thuyết tấm bia trong việc lựa chọn cổ phiếu để đầu tư: nhà đầu tư có thể phóng một cái phi tiêu vào bảng danh mục cổ phiếu (như Nhật báo phố Wall chẳng hạn) để chọn; tốt hơn cả là đa dạng hóa danh mục đầu tư thậm chí mua tất cả các loại cổ phiếu niêm yết (mua chỉ số chứng khoán). Nói tóm lại, những nghiên cứu trong nhiều thập kỷ qua đưa đến kết luận không thể kiếm lợi nhuận cao trên thị trường chứng khoán bằng các quy tắc hay công thức bởi vì nhìn chung nó cũng không tốt hơn một cơ cấu đầu tư chứng khoán được đa dạng hóa và lựa chọn ngẫu nhiên. Điều này đã khiến cho các nhà lý thuyết tài chính đi sâu nghiên cứu nhằm tìm ra câu trả lời tại sao một thị trường tài chính hoạt động tốt lại loại bỏ được tình trạng lợi nhuận quá cao trong một thời gian dài. Giả thuyết thị trường hiệu quả' là một câu trả lời:
- Thị trường hiệu quả (efficient market) là nơi mà tại bất kỳ thời điểm nào, tất cả các thông tin mới đều được những người tham gia thị trường nắm bắt và sẽ được phản ánh vào trong giá cả thị trường một cách tức thì. Ví dụ: tin một công ty dầu lửa phát hiện ra mỏ dầu mới có trữ lượng lớn được công bố lúc 10 giờ sáng ngày hôm nay thì ngay lập tức thông tin đó sẽ được phản ánh vào giá cả khiến cho nó được đẩy lên ở mức thích hợp. Ở Mỹ đã có những nghiên cứu đo lường tốc độ của sự điều chỉnh giá cả và kết quả là chỉ có thể kiếm được lợi nhuận khi mua chứng khoán trong vòng 30 giây sau khi thông tin mới được công bố rộng rãi.[3]
- Bước ngẫu nhiên: giả thuyết thị trường hiệu quả đưa ra một phương pháp để phân tích diễn biến giá cả của những thị trường đầu cơ có tổ chức, theo đó giá cả của thị trường này lên xuống thất thường và không thể dự kiến trước được như những bước ngẫu nhiên trong một khoảng thời gian. Các nghiên cứu về chỉ số giá chứng khoán của toàn bộ thị trường cũng như của một cổ phiếu cho thấy đồ thị diễn biến của nó cũng giống như đồ thị kết quả tung ngẫu nhiên một đồng xu. Giả thuyết thị trường hiệu quả giải thích rằng sở dĩ có tình trạng này là do những thông tin mới ngay tức thì được phản ánh vào trong giá cả đồng thời những thông tin này có tính không dự đoán trước được nên diễn biến của giá cả cũng vậy.

## Tranh luận về giả thuyết thị trường hiệu quả
- Nếu tất cả những người tham gia thị trường đều chấp nhận giả thuyết thị trường hiệu quả thì họ có thể sẽ không quan tâm đến các thông tin mới nữa và khi đó giá cả sẽ không phản ánh đầy đủ các thông tin này. Tuy vậy những nhà lý thuyết thị trường hiệu quả lập luận rằng không phải tất cả mọi người đều phản ứng như thế, hơn nữa nếu có tình trạng đó thì sẽ có những người thu được lợi nhuận thặng dư dựa trên các thông tin cũ khiến cho nhiều người sẽ cùng hành động tương tự và kết quả là thị trường lại trở về trạng thái hiệu quả. Tóm lại, thị trường hiệu quả là một cơ chế tự giám sát và ở trạng thái ổn định.
- Trong số những người tham gia thị trường sẽ có một số hoặc nhanh nhạy, thông minh hơn hoặc có rất nhiều nguồn lực để thu thập thông tin nhằm giảm thiểu khả năng có những bất thường trong tương lai thì điều gì sẽ xảy ra? Câu trả lời là có không ít những người như vậy trên thị trường và sự cạnh tranh giữa họ sẽ tạo ra cơ chế kiểm soát, tự cân bằng để không có lợi nhuận thặng dư cao. Tuy nhiên một số rất ít người có sự nhạy bén và khả năng đặc biệt có thể thu được lợi nhuận cao hơn những người còn lại.

Tuy vậy giả thuyết thị trường hiệu quả không giải thích được một cách thuyết phục những hiện tượng sau:
- Sự sụt giảm mạnh mẽ của giá cả chứng khoán trong những thời điểm nào đó ví dụ như đã xảy ra ở thị trường chứng khoán Mỹ từ 15 tháng 10 đến ngày Thứ Hai Đen 19 tháng 10 năm 1987. Khi nhà kinh tế học James Tobin[b] nói rằng: không có một yếu tố hữu hình nào có thể tạo ra sự chênh lệch đến 30% trong giá trị cổ phiếu thì các lý thuyết gia của thị trường hiệu quả không thể đưa ra được lập luận phản bác.
- Giả thuyết thị trường hiệu quả tỏ ra đúng với những cổ phiếu riêng rẽ chứ không hoàn toàn đúng đối với toàn bộ thị trường. Thị trường chứng khoán trong dài hạn có những biến động tự đảo ngược rõ rệt mà nhiều nhà kinh tế học cho rằng đó là kết quả của tâm lý chung của hầu hết những người tham gia thị trường. Khi thị trường bị ảnh hưởng bởi làn sóng tâm lý thì trên góc độ vĩ mô, không một nỗ lực cá nhân nào có đủ nguồn lực để đảo ngược.

Những hạn chế này của giả thuyết thị trường hiệu quả đã thúc đẩy các nghiên cứu đưa đến lý thuyết kinh tế học hành vi nói chung và tài chính hành vi học nói riêng.